# Joseph Cattarinich
Joseph Cattarinich, kanadski profesionalni hokejist in športni funkcionar, * 13. november 1881, Quebec City, Quebec, Kanada, † 7. december 1938. 
Cattarinich je bil solastnik NHL moštva Montreal Canadiens. Prav tako je imel v svoji lasti več dirkališč v Kanadi in ZDA. 
Bil je italijanskega porekla in njegovo rojstno ime je bilo Joseph Cattarinichi. Odraščal je v Quebec Cityju in v mladosti igral hokej na ledu in lacrosse. Kasneje je živel v Levisu blizu Quebec Cityja. Najbolj je znan kot prvi vratar moštva Montreal Canadiens (tedaj znanega kot »Les Canadiens«), odkar je to postalo polno profesionalno moštvo. Upokojil se je, potem ko je Georges Vézina še kot član Chicoutimija dosegel shutout na tekmi proti Cattarinichevim Canadiensom. Cattarinich je bil nad igro Vézinaja tako navdušen, da je vodstvu kluba priporočil, da podpišejo pogodbo z Vézinajem in se celo prostovoljno umaknil iz moštva. Kasneje je v sezoni 1909/10 deloval kot trener Canadiensov ob boku Jacka Lavioletta. 
Z dolgoletnim poslovnim partnerjem Léom Dandurandom je Cattarinich uspel s prodajo tobaka na debelo na področju Montreala. Največji uspeh pa jima je prinesla popularizacija novega stavnega sistema na lokalnih hipodromih. S ponovno uvedbo stav na konjskih dirkah v ZDA prvič po prvi svetovni vojni je dvojica, znana tudi pod vzdevkom »Catta-Léo«, razširila svojo dejavnost še na hipodrome in dirkališča v Chicagu, Jefferson Parishu, New Orleansu in ostala v St. Louisu in drugje.
Leta 1921 je Cattarinich skupaj z Dandurandom in Louisjem Létourneaujem od vdove Georga Kennedyja odkupil NHL moštvo Montreal Canadiens za 11.000 $. V času njihovega lastništva je bil Dandurand najbolj aktiven v klubu, Cattarinich pa je bil znan kot »Ta tihi«. Leta 1930 je Létourneau prodal svoj delež v klubu. V času njihovega lastništva je klub osvojil tri Stanleyjeve pokale, njegov dres pa so oblekli številni slavni hokejisti, npr. Howie Morenz, Aurel Joliat in Georges Vézina. Po seriji porazov, ki je privedla do 40.000 $ primanjkljaja samo v sezoni 1934/35, sta Cattarinich in Dandurand leta 1935 za 165.000 $ klub prodala sindikatu, ki so ga sestavljali J. Ernest Savard, Maurice Forget in Louis Gélinas. 
Leta 1932 so Cattarinich, Dandurand in Létourneau prevzeli hipodrom Blue Bonnets Raceway. Cattarinich je bil delničar skupine, ki so jo sestavljali Robert S. Eddy mlajši in ostali in je imela v lasti dirkališči Arlington Park v Chicagu in Jefferson Park Racetrack v Jefferson Parishu, Louisiana. Leta 1934 je njihova skupina od priznanega konjarja Edwarda R. Bradleyja nakupila dirkališče Fair Grounds Race Course v New Orleansu. Cattarinich in Dandurand sta v poslu s stavnicami delovala v času Velike depresije in zelo majavih gospodarskih razmer v 30. letih. Kljub številnim poskusom jima ni uspelo kupiti nobenega NHL moštva več. 
Cattarinich je po uspešno prestani operaciji očesa doživel srčni napad in umrl 7. decembra 1938. 
Leta 1977 je bil v kategoriji graditeljev sprejet v Hokejski hram slavnih lige NHL. 